# Большая Осиновка (река, Бурятия)
Больша́я Оси́новка — река в Кабанском районе Бурятии. Впадает в озеро Байкал на высоте 456 м. Длина — 12 км.

## География
Берёт начало в 7 км по прямой к югу от города Бабушкин и первоначально бежит в северо-восточном направлении, описывает дугу и после первой трети своего течения поворачивает на северо-запад.
Поселения на берегах Большой Осиновки отсутствуют. Река не имеет крупных притоков. Впадает в озеро Байкал с юго-востока в 2,5 км юго-западнее окраины города Бабушкин.
Протекает преимущественно в гористой местности. У истока присутствует заболоченность.
В 200 м от устья река пересекается автомагистралью Р258 «Байкал», в 100 м от устья — Транссибирской железнодорожной магистралью.

## Данные государственного водного реестра
По данным государственного водного реестра России и геоинформационной системы водохозяйственного районирования территории РФ, подготовленной Федеральным агентством водных ресурсов:
- Бассейновый округ — Ангаро-Байкальский
- Речной бассейн — бассейны малых и средних притоков средней и северной части озера Байкал
- Речной подбассейн — отсутствует
- Водохозяйственный участок — бассейны рек южной части озера Байкал в междуречье рек Селенга и Ангара